# دریاچه آتار
دریاچه آتار (ترکی استانبولی: Atar Gölü) یک دریاچه در استان آغری کشور ترکیه است.